# کاروزریا باربی
کاروزریا باربی (انگلیسی: Carrozzeria Barbi) شرکت اتوبوس‌سازی ایتالیایی است، که در سال ۱۹۰۵ تأسیس شد.